# اچ‌ام‌اس پی۳۹
اچ‌ام‌اس پی۳۹ (به انگلیسی: HMS P39) یک زیردریایی بود که طول آن ۵۸٫۲۲ متر (۱۹۱٫۰ فوت) بود. این زیردریایی در سال ۱۹۴۱ ساخته شد.